# Rudolf Bahro
Rudolf Bahro (Bad Flinsberg, 18 novembre 1935 – Berlino, 5 dicembre 1997) è stato un politico e filosofo tedesco.

## Biografia
Si iscrisse giovanissimo al Partito Socialista Unificato di Germania, e nel 1959 si laureò in filosofia all'Università Humboldt di Berlino. Collaborò con alcuni giornali di partito, ma si trovò presto in difficoltà a causa delle sue idee radicali e fu segnalato al partito e licenziato.
Costretto a un lavoro in fabbrica, la sua disillusione divenne oggetto di un'ampia dissertazione politico-filosofica, Die Alternative. Zur Kritik des real existierenden Sozialismus ("L'alternativa. Sulla critica del socialismo reale"), in cui attaccava la politica della Germania dell'Est e in generale il comunismo di matrice staliniana come corrotto, auspicando un ritorno ai principi filosofici marxisti. Pubblicato nel 1977, il libro portò a un quasi immediato arresto del suo autore con l'accusa di "spionaggio".
In seguito a una massiccia campagna internazionale per la sua liberazione, nel 1978 Bahro fu rilasciato e espulso in Germania Ovest. Qui insegnò filosofia all'Università di Brema e fu tra i fondatori del partito I Verdi. Fautore di un sostanziale abbandono della civiltà industriale e un ritorno a una società rurale, ben presto se ne allontanò, ritenendo il partito non abbastanza radicale nelle proposte e troppo disponibile a scendere a compromessi. Dopo la riunificazione, andò a insegnare filosofia nella sua alma mater.